# Huynhia
Huynhia, rod od dvije vrste trajnica iz Turske, kavkaza i irana.. Pripada porodici boražinovki i smješten je u podtribus Cerinthinae, dio tribusa Lithospermeae, potporodica Boraginoideae.
Rod je opisan 1981. i do 2015. godine bio je monotipičan, kad je 'otkrivena' nova vrsta Huynhia purpurea iz Turske. Obje vrste izdvojene su iz roda Arnebia Forssk..

## Vrste
1. Huynhia pulchra (Willd. ex Roem. & Schult.) Greuter & Burdet
2. Huynhia purpurea (Erik & Sümbül) L.Cecchi & Selvi